# Wang Bingyu
Wang Bingyu (王冰玉S, Wáng BīngyùP; Harbin, 7 luglio 1984) è una giocatrice di curling cinese.

## Biografia
Partecipò all'età di 25 anni ai XXI Giochi olimpici invernali edizione disputata a Vancouver nella Columbia Britannica, (Canada) nel febbraio del 2010, riuscendo ad ottenere la medaglia di bronzo nella squadra cinese con le connazionali Liu Yin, Yue Qingshuang, Zhou Yan e Liu Jinli.
Nell'edizione la nazionale svedese ottenne la medaglia d'oro, la canadese quella d'argento.